# Lex posterior generali non derogat legi priori speciali
Lex posterior generali non derogat legi priori speciali (inaczej: lex priori specialis derogat legi posteriori generali) – reguła kolizyjna II stopnia znajdująca zastosowanie w przypadku kolizji reguły lex posterior derogat legi priori z reguła lex specialis derogat legi generali. Mówi ona, że norma prawna ogólna późniejsza nie uchyla normy prawnej szczególnej wcześniejszej.
Reguła lex posterior generali non derogat legi priori speciali nie jest jednak uznawana za sztywną i w praktyce dopuszcza się możliwość czynienia od niej odstępstw. Za tymi ostatnimi może przemówić zwłaszcza to, co było celem normy powstałej później – tj. czy celem tym było zachowanie w mocy sprzecznych z tą normą dotychczasowych norm bardziej od niej szczegółowych, czy też pozbawienie takich norm obowiązywania